# سم مندس
سِر ساموئل الکساندر مندس CBE (انگلیسی: Sir Samuel Alexander Mendes؛ زادهٔ ۱ اوت ۱۹۶۵) کارگردان فیلم و تئاتر، تهیه‌کننده و فیلمنامه‌نویس انگلیسی است. او در سال ۲۰۲۰ برای خدماتش در نمایش عنوان شوالیه را کسب کرد. او در سال ۲۰۰۵ جایزه یک عمر دستاورد را از انجمن کارگردانان بریتانیای کبیر دریافت کرد. در سال ۲۰۰۸، نام او در رتبهٔ ۱۵ فهرست دیلی تلگراف از «۱۰۰ فرد قدرتمند در فرهنگ بریتانیا» قرار گرفت.
نخستین تجربهٔ کارگردانی سینمایی مندس مربوط به درام زیبای آمریکایی (۱۹۹۹) بود که برایش جایزهٔ اسکار بهترین کارگردانی را کسب کرد. از از آن زمان فیلم جنایی جاده‌ای به‌سوی تباهی (۲۰۰۲)، جارهد (۲۰۰۵)، درام جاده انقلابی (۲۰۰۸)، و فیلم‌های جاسوسی اسکای‌فال (۲۰۱۲) و اسپکتر (۲۰۱۵) را کارگردانی کرد. او برای ساخت فیلم جنگی ۱۹۱۷ (۲۰۱۹) جایزهٔ بفتای بهترین کارگردانی را کسب کرد و نامزد دریافت جوایز اسکار بهترین فیلم و بهترین فیلم‌نامه غیراقتباسی شد. فیلم‌ بعدی او، امپراتور روشنایی (۲۰۲۲) از نظر منتقدان ضعیف بود.
مدنس در اوایل سال ۲۰۱۰ پس از هفت سال زندگی مشترک از همسر خود، بازیگر کیت وینسلت جدا شد. او در سال ۲۰۱۷ با موسیقی‌دان آلیسون بالسوم ازدواج کرد.

## فیلم‌شناسی
| سال  | فیلم                           | کارگردان | تهیه‌کننده | نویسنده |
| ---- | ------------------------------ | -------- | --------- | ------- |
| ۱۹۹۹ | زیبایی آمریکایی                | آری      | نه        | نه      |
| ۲۰۰۲ | جاده‌ای به‌سوی تباهی             | آری      | آری       | نه      |
| ۲۰۰۵ | جارهد                          | آری      | نه        | نه      |
| ۲۰۰۷ | چیزهایی که در آتش از دست دادیم | نه       | آری       | نه      |
| ۲۰۰۸ | جاده انقلابی                   | آری      | آری       | نه      |
| ۲۰۰۹ | جایی که می‌رویم                 | آری      | نه        | نه      |
| ۲۰۱۲ | اسکای‌فال                       | آری      | نه        | نه      |
| ۲۰۱۵ | اسپکتر                         | آری      | نه        | نه      |
| ۲۰۱۹ | ۱۹۱۷                           | آری      | آری       | آری     |
| ۲۰۲۲ | امپراتور روشنایی               | آری      | آری       | آری     |

## بخشی از جوایز
- کاندیدای بفتای بهترین کارگردانی برای فیلم زیبایی آمریکایی در سال ۱۹۹۹
- دبیر هیئت داوران جشنواره ونیز در سال ۲۰۱۶
- برندهٔ جایزهٔ بهترین کارگردانی گلدن گلوب برای فیلم ۱۹۱۷ در سال ۲۰۱۹